# Haga pappersbruk
Haga pappersbruk (1848-1858) var ett lumppappersbruk som låg i Rantala by i Lappajärvi socken vid Hakala fors i Purmo å, en dryg kilometer nedanför Purmojärvi sjös avrinning.
Handelsmannen i Nykarleby Gustaf Adolf Lindqvist fick 1846 privilegium på att anlägga ett pappersbruk vid Haga fors där han sedan tidigare ägde ett smältverk för sjö- och myrmalm. En blygsam tillverkning ägde rum åren 1848 och 1849 men avbröts av ett allvarligt dammras. Efter en paus på tre år återupptogs papperstillverkningen 1853. Bruket såldes 1855 tillsammans med smältverket och två mjölkvarnar till prosten Jakob Fellman. Bruket fick en uppryckning och det bästa året av de sista var 1856 då man producerade skriv-, koncept- och makulaturpapper samt förhydningspapp och papp. År 1858 torde all verksamhet i pappersbruket ha upphört. 